# Gerald McRaney
Gerald Lee "Mackie" McRaney, född 19 augusti 1947 i Collins, Mississippi, är en amerikansk skådespelare. Under början av sin karriär fick han ofta spela skurk, vilket sen kom att ändras under början av 1980-talet då han medverkade i TV-serien Simon & Simon.

## Biografi
McRaney började intressera sig för skådespeleri redan i high school efter att ha skadat knät under en amerikansk fotbollsmatch, varpå han gick med i dramaklubben. Under de kommande åren gjorde han många småroller samtidigt som han arbetade vid oljefälten i Louisiana för att försörja sin familj. Genombrottet fick han med TV-serien Simon & Simon som gick i åtta säsonger. Han har även medverkat i många TV-filmer. 
Han är bror till Buddy McRaney.

## Filmografi i urval

### Filmer
- 1969 - Night of Bloody Horror
- 1970 - Women and Bloody Terror
- 1975 - Keep Off My Grass!
- 1977 - The Brain Machine
- 1984 - Den oändliga historien
- 1987 - A Hobo's Christmas
- 1990 - Blind hämnd
- 1994 - Dödliga löften
- 1995 - Simon & Simon: In Trouble Again
- 1997 - A Nightmare Come True
- 1999 - Shake, Rattle and Roll: An American Love Story
- 2000 - Take Me Home: The John Denver Story
- 2002 - Hansel & Gretel
- 2010 - The A-Team
- 2016 - The Disappointments Room

### TV-serier
- 1972 - Alias Smith & Jones
- 1974 - The F.B.I.
- 1973-1975 - Krutrök
- 1974-1976 - Barnaby Jones
- 1976 - Hawaii Five-0
- 1975-1977 - Rockford tar över
- 1978 - Baretta
- 1979 - Roots: The Next Generations
- 1979 - Familjen Macahan
- 1977-1980 - Den otrolige Hulken
- 1982 - Magnum
- 1981-1989 - Simon & Simon
- 1989-1993 - Major Dad
- 1994 - Diagnosis Murder
- 1995 - ABC Afterschool Specials
- 1995 - Mord och inga visor
- 1995-1998 - Touched by an Angel
- 2001 - På heder och samvete
- 2003 - The Dead Zone
- 2013 - House of Cards
- 2014- – NCIS: Los Angeles (återkommande gästroll)
- 2016-2022 – This Is Us (återkommande gästroll)